# Antoine de Bourbon
Pour les articles homonymes, voir Antoine.
Antoine de Bourbon, dit aussi Antoine de Navarre ou Antoine de Vendôme, né le 22 avril 1518 au château de La Fère et mort le 17 novembre 1562 aux Andelys, est un prince du sang de la maison capétienne de Bourbon, membre de la branche cadette de Bourbon-Vendôme, qui vécut sous les règnes des rois François Ier, Henri II, François II et Charles IX. Descendant du roi Saint Louis à la 9e génération en lignée masculine, il est le premier prince du sang et second pair de France (en tant que duc de Vendôme puis premier lorsqu'il devient roi de Navarre). Il est le père du roi Henri IV, fondateur de la dynastie royale des Bourbon.
Duc de Vendôme, il devient roi de Navarre par son mariage avec Jeanne d'Albret ; sa vie est marquée par son oscillation entre le catholicisme et la réforme protestante. Finalement, il se décide pour la religion catholique, tandis que sa femme, Jeanne d'Albret, devient une huguenote convaincue, et il participe aux affrontements durant la première guerre de Religion, en tant que chef de l'armée royale. Il trouve la mort aux Andelys, des suites de ses blessures reçues au siège de Rouen en 1562.

## Biographie

### Origines et jeunesse
Antoine de Bourbon naît au château de La Fère en Picardie. Il est le quatrième enfant, mais premier fils survivant de Charles IV de Bourbon, duc de Vendôme (1489-1537) et de sa femme Françoise d'Alençon (morte en 1550). Il grandit probablement en Picardie au château qui l'a vu naître, ainsi que la majorité de ses frères et sœurs. En effet, sur treize enfants, au moins sept sont nés au château de La Fère. Il eut pour précepteur Jean Le Hennuyer, également répétiteur du dauphin Henri d'Orléans (futur Henri II).
Antoine de Bourbon porte d'abord les titres de comte de Marle, puis de duc de Beaumont. Le 25 mars 1537, alors qu'il n'a encore que 18 ans, son père décède à Amiens, ainsi Antoine lui succède comme duc de Vendôme. François Ier nomme curateur son oncle Louis cardinal de Bourbon, qui perçut en son nom, dans un premier temps, la pension de 24 000 livres échue au feu duc Charles.
Il est le frère aîné de Louis, prince de Condé (1530-1569), qui dirige les huguenots pendant les Guerres de Religion.

### Règne d'Henri II

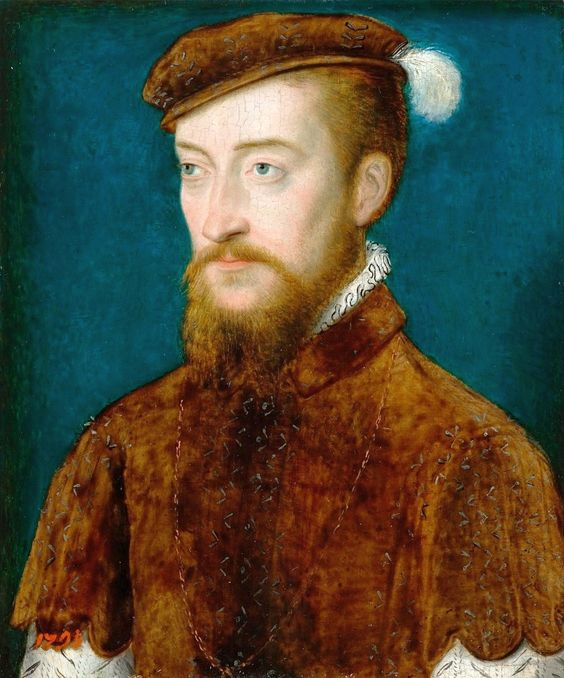
Portrait peint par Corneille de Lyon en 1548, à l'occasion de son mariage, Palais royal de Varsovie.

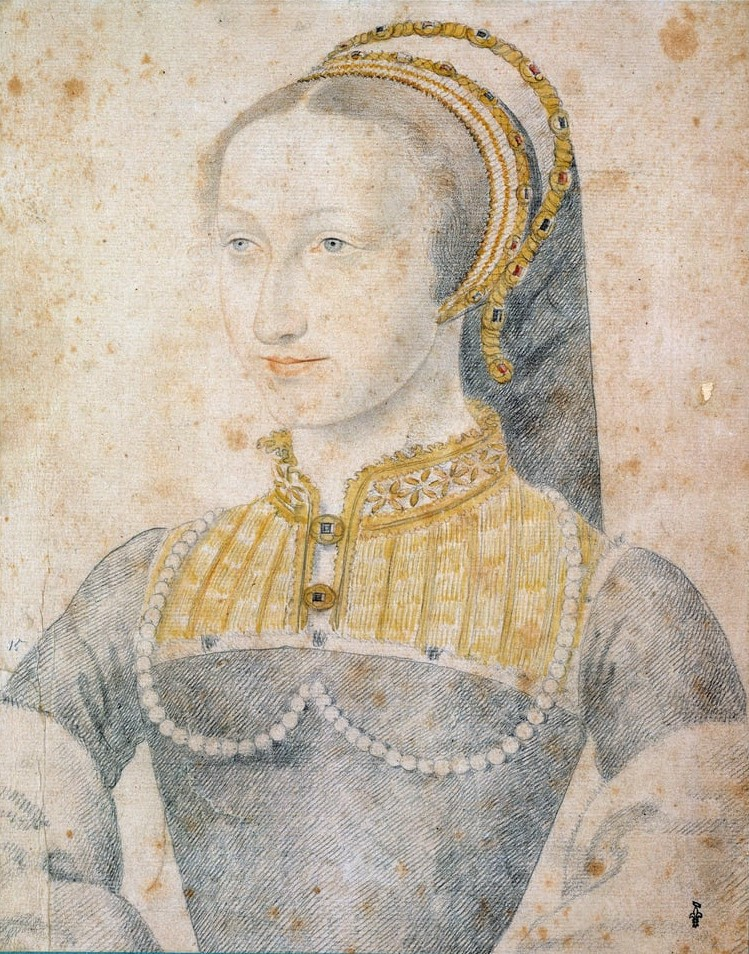
Portrait de Jeanne d'Albret par un artiste de l'École de François Clouet, 2e quart du XVIe siècle.

Antoine de Bourbon épouse à Moulins (duché de Bourbon) le 20 octobre 1548 Jeanne d'Albret, fille unique du roi de Navarre Henri II de Navarre et de Marguerite de Valois-Angoulême, elle-même sœur du roi de France François Ier. Ils ont cinq enfants, dont seuls deux survivent : Catherine de Bourbon (1559-1604) et le futur roi Henri IV. Il a été rapporté que Jeanne était très amoureuse de lui.
Antoine pourrait se trouver dans une position désavantageuse à la cour d'Henri II, en raison de la disgrâce qui s'est abattue sur sa maison après la défection de Charles III, duc de Bourbon à Charles Quint en 1523, mais cette position délicate ne dut être que superficielle, puisqu'il est aux côtés du roi en diverses occasions.
En 1552, durant le voyage d’Allemagne, Vendôme participe à la prise de Metz le 10 avril.

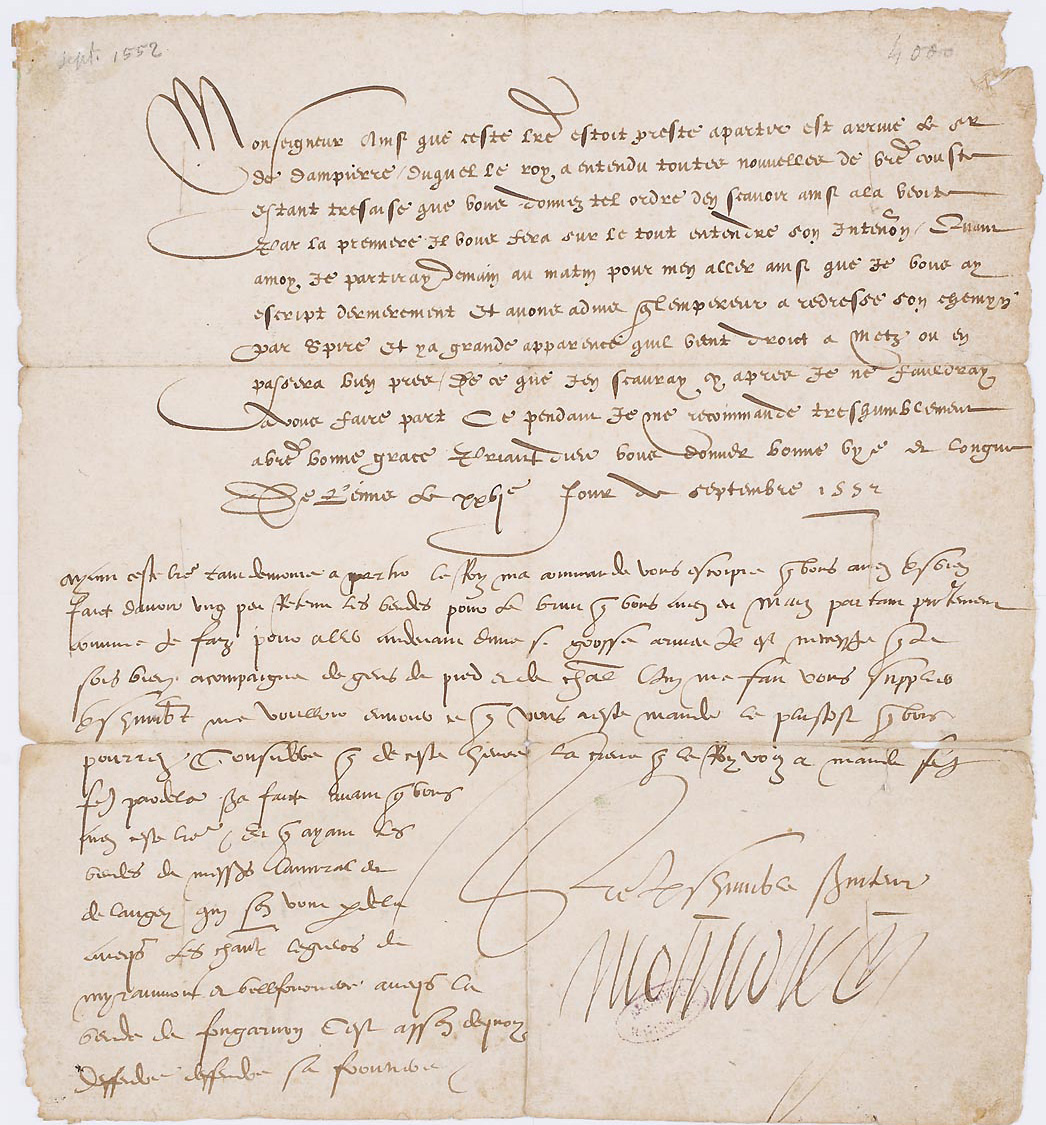
Lettre d'Anne de Montmorency (1493-1567) demandant des renforts au duc Antoine de Vendôme contre Charles Quint, 26 septembre 1552. Archives nationales.

### Roi de Navarre

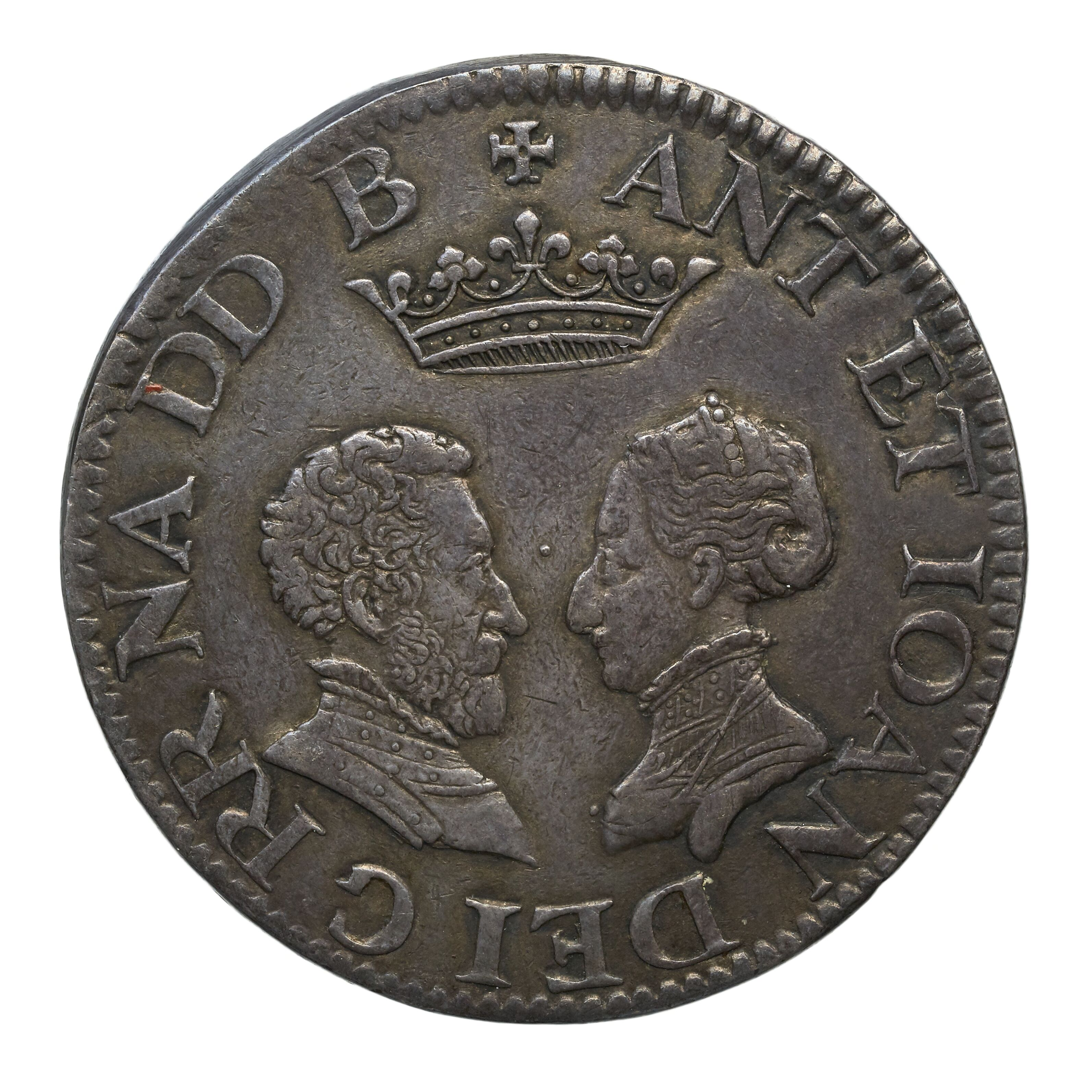
Monnaie de Navarre et Béarn, Antoine de Bourbon et Jeanne d'Albret, 1555

Il réussit à obtenir la royauté de Navarre jure uxoris en 1555. La même année, le poste de gouverneur de la Picardie, frontière critique, lui est retiré et confié à l'amiral Coligny, suscitant d'importantes protestations. Il reçoit en compensation le gouvernorat de la riche Guyenne méridionale, que son beau-père possédait avant lui.
À la mort de son beau-père le 25 mai 1555, il devient, du fait de sa femme, roi de Navarre, comte de Foix, de Bigorre, d'Armagnac, de Périgord et vicomte de Béarn. Après l'extinction de toutes les branches collatérales de la maison de Valois entre 1477 et 1526, sa position d'aîné des Bourbons (acquise dès son père Charles à la mort du connétable Charles III de Bourbon en 1527) fait de lui le premier prince de sang. À ces deux titres, il a donc une position éminente à la cour de France.
En 1556, en apprenant que Jacques de Savoie-Nemours avait mis enceinte sa cousine par mariage, Françoise de Rohan, il menace de conséquences sanglantes Savoie et sa famille, obligeant celui-ci à prendre l'excuse d'une campagne en Italie pour quitter la France.
En février 1557, Antoine, Jeanne et leur fils Henri rejoignent la cour à Paris ; Henri II suggère des fiançailles entre sa fille Marguerite et Henri. Désireux de se défaire de l'occupation espagnole sur une grande partie de son royaume, le roi entre en négociations avec Charles Quint ; celles-ci n'aboutissent pas, compromettant encore plus sa position à la cour.
Navarre manifeste une sympathie précoce envers la réforme protestante, entretenant une correspondance avec le pasteur genevois Boisnormand dès 1557 et assurant la protection de l'église huguenote de Guyenne en 1558 en sa qualité de gouverneur,. En 1558, il participe au chant de psaumes au Pré-aux-Clercs à la grande fureur du roi,. Il combat pour la couronne dans la dernière période des guerres d'Italie en 1558 . Les dirigeants huguenots souhaitent rallier Navarre à leur camp, obligeant Jean Calvin et Théodore de Bèze à consacrer des efforts considérables au projet,.
Pierre de Ronsard, dans Les Hymnes (Hymne de Henri II, v. 427), le cite parmi les « Mars » qui sont au service d’Henri II.

### Règne de François II
Lorsqu'en 1559 Henri II meurt, les opposants aux Guise, dont Anne de Montmorency (1493-1567), affluent pour rencontrer Navarre à Vendôme dans son duché, dans l'espoir qu'il revienne au gouvernement. Lui est adressé un message, pour qu'il prenne ses responsabilités envers la religion réformée, de la part de Jean Calvin et les pasteurs de l'église de Paris Antoine de Chandieu et François Morel. Ceux-ci viennent trouver Antoine dans son château de Vendôme début août 1559. Les Guise parviennent cependant à le neutraliser en lui proposant le poste de gouverneur du Poitou et l'envoient escorter Elisabeth de Valois jusqu'à la frontière espagnole lors de son mariage avec Philippe II (roi d'Espagne),.
En 1560, Antoine, ainsi que son frère Louis de Bourbon-Condé sont impliqués dans la conjuration d’Amboise, lorsque les organisateurs essaient de le recruter comme figure de proue dans leurs efforts pour contrer le gouvernement de Guise, mais Navarre ne répond pas. Après l'échec d'Amboise, les troubles se poursuivent dans le sud de la France. Le frère de Navarre, Condé, intrigué par un soulèvement à Lyon, envisage d'envoyer 1200 hommes en soutien. Sa lettre à ce sujet est interceptée par les Guise. Les deux frères sont convoqués au tribunal en août pour une assemblée des notables. Condé et Navarre sont les seuls grands à ne pas y assister et ne jouent donc aucun rôle dans la convocation par cette assemblée d'états généraux. Pour isoler davantage Navarre, Condé et toute la maison de Bourbon-Vendôme, les Guise créent deux super-gouvernorats, les donnant à leurs cousins Louis de Bourbon, duc de Montpensier et Charles, prince de La Roche-sur-Yon, séparant les princes de sang. Le 31 août, les Guise écrivent à Navarre qu'ils ont 40 000 soldats prêts à se déplacer dans le sud et à se présenter à la cour. Navarre et Condé, ne possédant qu'environ 6000 soldats, ne peuvent pas résister et se rendent vers le nord sans combattre. À leur arrivée, Condė est détenu et condamné.

### Règne de Charles IX

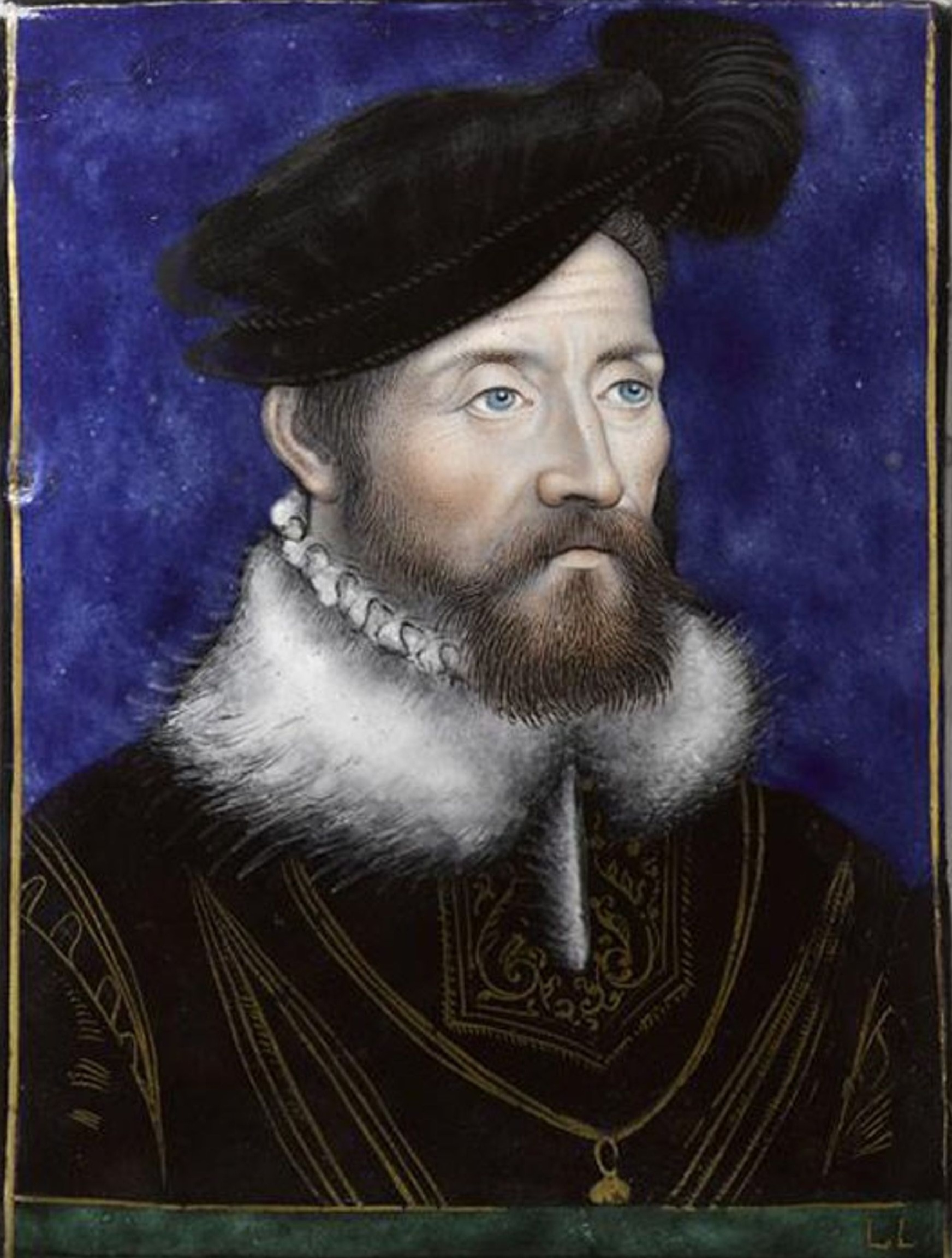
Antoine de Bourbon par Léonard Limosin, vers 1555-1560, collection du Musée Condé

#### Mort de François II
En décembre 1560, le jeune François II meurt et est remplacé par son frère Charles IX. Charles, étant trop jeune pour régner, un régent est nécessaire, une position à laquelle Antoine de Bourbon a droit en tant que premier prince du sang. Catherine de Médicis possède toutefois une influence considérable sur lui en raison de l'emprisonnement de son frère Louis pour trahison. Les deux conviennent qu'en échange de la régence de Catherine, Navarre devienne lieutenant général du royaume et Condé soit gracié,. Louis de Bourbon, prince de Condé, devient le chef du parti protestant, tandis que Catherine de Médicis, régente au nom de son fils Charles IX, le nomme lieutenant général du royaume (1561) et gouverneur du Dauphiné.

#### Effondrement de la régence
Proche de la Réforme, Antoine de Bourbon favorise l'introduction du calvinisme dans ses gouvernements et participe lui-même aux prêches protestants, mais sans jamais abandonner la messe. Sans véritables convictions religieuses, il oscille plusieurs fois entre catholicisme et protestantisme. L'appel du pouvoir à la cour de France l'amène progressivement à choisir le camp catholique (1561) et à entrer en conflit avec sa propre épouse Jeanne d'Albret, devenue une fidèle huguenote convaincue de la religion réformée. À l'avènement de Charles IX en 1561, Antoine emmène son fils  Henri vivre à la cour de France, pour ainsi l'élever dans la foi catholique. Il intrigue alors pour répudier sa femme sous prétexte d'hérésie tout en conservant la principauté du Béarn, et espère que Philippe II lui permettra de réunifier la Haute-Navarre et la Basse-Navarre. Afin d'obtenir la restitution de la Haute-Navarre, il envoie comme ambassadeur auprès du pape Pierre d'Albret, qu'il parvient à faire nommer évêque de Comminges en 1561 pour le récompenser, puis François de Pérusse des Cars.
Antoine de Bourbon se trouve de plus en plus en opposition avec la politique religieuse de l'administration de Catherine de Médicis, rompant finalement avec elle à la suite de l'édit de janvier 1562, écrivant d'urgence à Guise pour qu'il revienne à la cour afin qu'ils puissent présenter un front uni contre celui-ci. En route pour Paris, les hommes de Guise commettent le massacre de Wassy, plongeant la France dans la guerre civile. Navarre, lieutenant général, sera le commandant suprême des forces de la couronne dans le conflit à venir.

#### Première guerre de Religion et mort

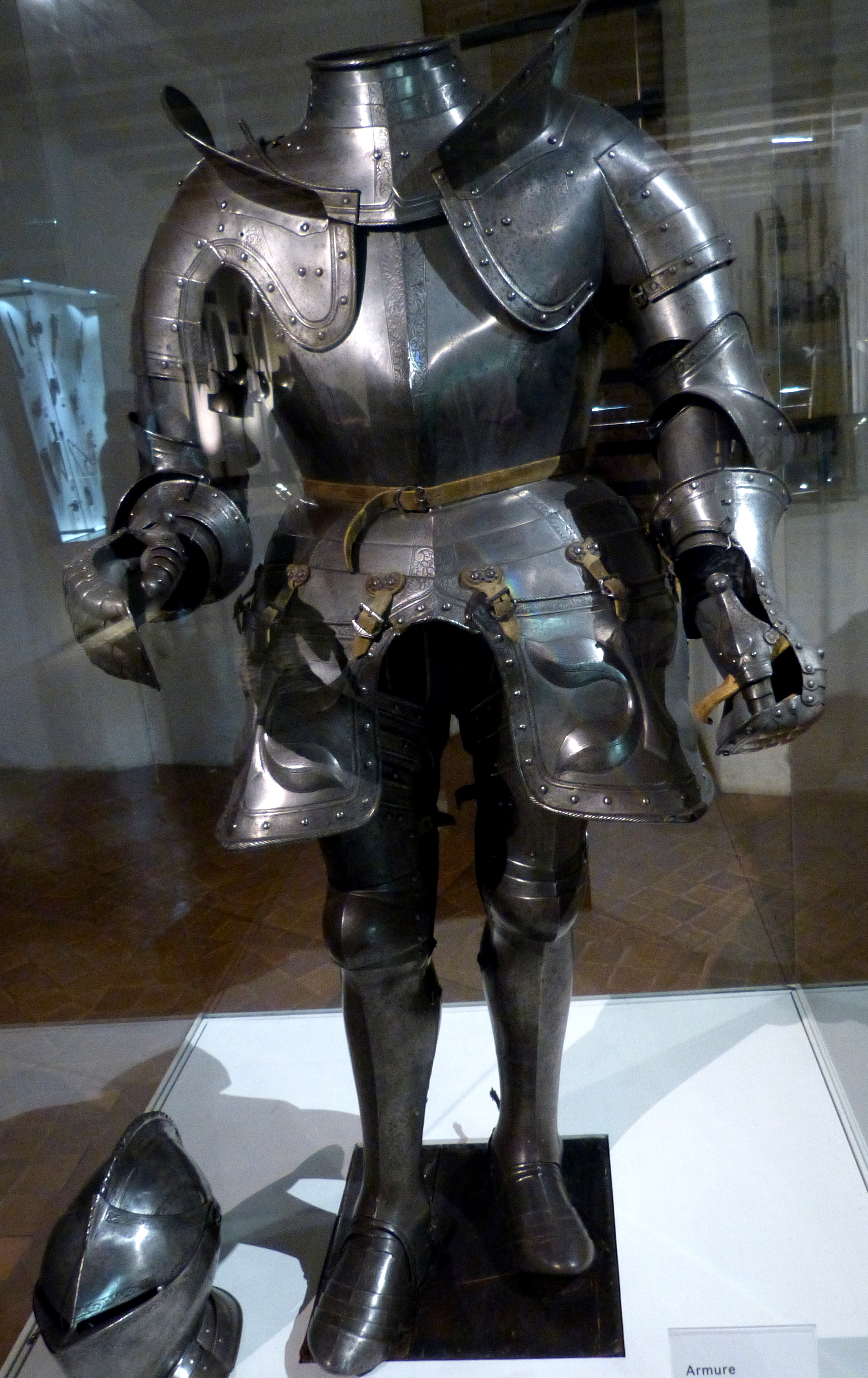
Armure attribuée à Antoine de Bourbon, conservé au château de Castelnaud.

Lorsque la guerre éclate, Antoine place son jeune fils Henri en sûreté au château de Montargis chez Renée de France. En mai, il publie un décret expulsant tous les protestants de Paris, au grand plaisir des radicaux de la capitale. Son armée et celle de Condé s'affrontent en juin près d'Orléans par des escarmouches, alors que les négociations entre les parties se poursuivent pour éviter les effusions de sang. Condé se retire, Navarre et les autres dirigeants commencent à reprendre les villes rebelles, capturant Blois, Tours et Amboise. En août, la principale force royale sous le commandement de Navarre assiège et vainc la garnison rebelle dans la ville clé de Bourges. Lorsque sa femme, Jeanne d'Albret, laisse les huguenots mettre à sac la collégiale de leur château de Vendôme, il menace de l'envoyer au couvent.
Après avoir réduit Bourges, l'armée royale est confrontée à un choix : marcher sur la capitale huguenote d'Orléans immédiatement ou frapper d'abord la ville de Rouen tenue par les protestants, qu'Aumale tente alors en vain d'assiéger avec sa petite armée. Navarre conseille de pousser immédiatement sur Orléans, mais la peste dans la ville, la menace des Anglais et les espoirs de Catherine qu'il pourrait encore persuader son frère d'abandonner la rébellion, persuadent la cour contre cette politique.
L'armée de Navarre investit la ville de Rouen le 28 septembre et commence à essayer de la réduire. Le 13 octobre, alors qu'il inspecte les tranchées du siège et en profite pour aller uriner contre les remparts de la ville, Navarre est blessé d'un coup de mousquet à l'épaule. La blessure ne parait pas si grave, seul le chirurgien du roi, Ambroise Paré, lui prédit une fin sinistre. Malgré les efforts du célèbre chirurgien, il ne peut être sauvé et meurt des suites de ses blessures aux Andelys, le 17 novembre.
Son corps sera ensuite ramené à la collégiale Saint-Georges du château de Vendôme où il fut inhumé, comme ses ancêtres.
Ce fait inspira à Voltaire cette épitaphe : « Ami François, le prince ici gisant vécut sans gloire, et mourut en pissant. »
Il a été dit que ses derniers rites ont été effectués dans le rite luthérien, renforçant les soupçons de longue date de son non-orthodoxie religieuse.

## Mariage et descendance
De son mariage avec Jeanne d'Albret, reine de Navarre, il eut :
- Henri (Coucy, 21 septembre 1551 - La Flèche, 20 août 1553), duc de Beaumont : il serait mort asphyxié parce que sa gouvernante l'aurait maintenu trop serré dans ses langes dans une pièce surchauffée[43].
- Henri III de Navarre, IV de France, dit « le Grand » ou « Le Vert Galant » (Pau, 13 décembre 1553 - Paris, 14 mai 1610), roi de Navarre en 1572 et de France en 1589.
- Louis-Charles (Gaillon, 19 février 1555 - Mont-de-Marsan, octobre 1557), comte de Marle : il fut victime d'un jeu entre sa nourrice et un gentilhomme qui s'amusèrent à se passer l'enfant de l'un à l'autre à la fenêtre jusqu'à ce que le malheureux leur échappe et tombe du premier étage ; la nourrice essaya de cacher l'accident et l'enfant en mourut[44].
- Madeleine (Nérac, 11 avril 1556 - idem, 25 avril 1556).
- Catherine (Paris, 7 février 1559 - Nancy, 13 février 1604), duchesse d'Albret, comtesse d'Armagnac et de Rodez, mariée à Henri II, duc de Lorraine.

De sa maîtresse Louise de La Béraudière de l'Isle Rouhet, Antoine eut :
- Charles de Bourbon (1554-1610), qu'il fait nommer évêque de Comminges, puis archevêque de Rouen[45].

## Titres
De l'héritage paternel : 
- duc de Vendôme et pair de France (1537-1562)
- comte de Conversano et de Marle
- Châtelain de Lille
- Seigneur d'Épernon, de La Fère, de Ham, de Montoire, de Lavardin, de Trôo, de Saint-Calais, de Mondoubleau

De l'héritage maternel : 
- duc de Beaumont
- Seigneur de Châteauneuf-en-Thymerais
- Seigneur de Champrond.

Par son mariage avec Jeanne d'Albret : 
- roi de Navarre,
- comte de Foix, de Bigorre, d'Armagnac, de Rodez et de Périgord,
- vicomte de Béarn (1555-1562) et de Limoges

## Descendance de Saint-Louis à Henri IV
- Louis IX Saint Louis
  - Robert de Clermont
    - Louis Ier de Bourbon
      - Jacques Ier de Bourbon-La Marche
        - Jean Ier de Bourbon-La Marche
          - Louis Ier de Bourbon-Vendôme
            - Jean VIII de Bourbon-Vendôme
              - François de Bourbon-Vendôme
                - Charles IV de Bourbon
                  - Antoine de Bourbon
                    -  Henri IV le Grand

## Hommage

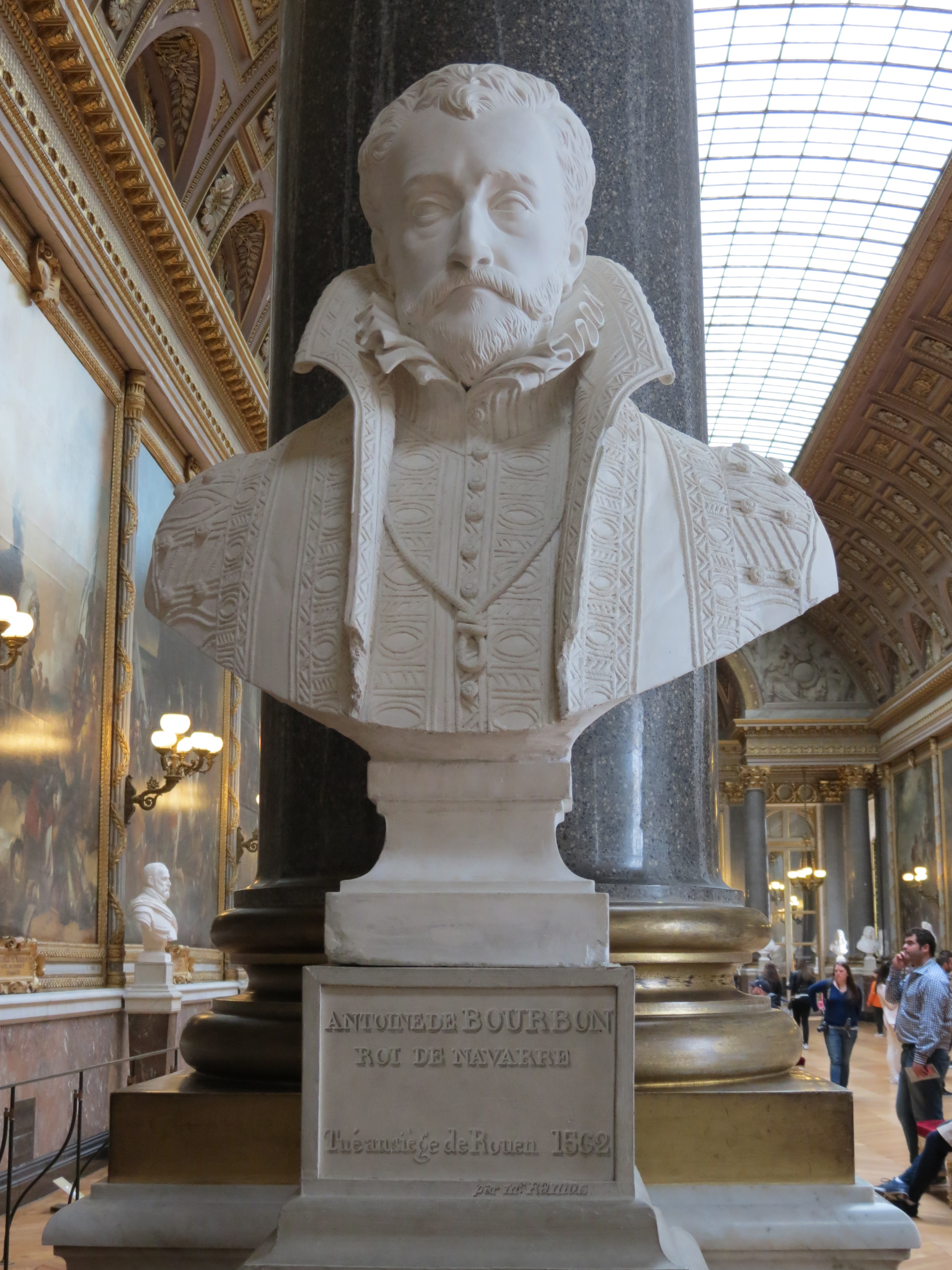
Buste d'Antoine de Bourbon, roi de Navarre, duc de Vendôme, dans la galerie des batailles

- Un buste sculpté par Ramus le représente dans la galerie des batailles du château de Versailles.

Plusieurs rues portent son nom à :
- Vendôme
- Lescar
- Billère

Une allée porte son nom à Idron.
Un EHPAD porte son nom à Billère.

## Dans les arts et la culture

### Littérature

#### Roman
- 2010 : Les Amants de La Folie-Dieu de René Bruneau.

### Filmographie

#### Télévision
- 2014-2015 : Dans la série Reign, il est interprété par l'acteur britannique Ben Aldridge.
- 2018-2019 : Dans la saison 2 de La Guerre des trônes, la véritable histoire de l'Europe, il est interprété par l'acteur Mathéo Cappelli.
- 2022 : Dans la série The Serpent Queen créée par Justin Haythe, il est interprété par Nicholas Burns (en).